# Zay János
Zay János (Sarkad, 1818. szeptember 29. – Nagyvárad, 1888. december 18.) nagyváradi kanonok. 

## Élete
1840-től a püspöki irodában volt jegyző és szertartó. Fölszenteltetett 1841. október 2-án, ezután káplán volt Békésszentandráson. 1843-ban plébános Sarkadon, 1852-ben Szentandráson plébános, 1873. október 1-jétől nagyváradi kanonok, 1877-ben kieskúti címzetes apát. 

## Munkái
- Szent beszéd, mely az új-kigyósi szentegyház fölszentelési ünnepélyekor Szent Mária nevenapján 1858. évben tartatott. Pest, 1859.
- A gyomai róm. kath. új templom alapkövének beszentelésekor tartott alkalmi beszéd, 1877, május l. Gyula, 1877.